# (3257) Hanzlík
(3257) Hanzlík ist ein ungefähr fünfeinhalb Kilometer großer Asteroid des inneren Hauptgürtels, der am 15. April 1982 vom tschechischen, damals tschechoslowakischen, Astronomen Antonín Mrkos am Kleť-Observatorium auf dem Kleť in der Nähe von Český Krumlov in der Tschechischen Republik (IAU-Code 046) entdeckt wurde.

## Benennung
(3257) Hanzlík wurde nach Stanislav Hanzlík (1878–1956), einem Professor für Meteorologie und Klimatologie an der Karls-Universität in Praha, benannt. Hanzlík begründete die moderne dynamische Meteorologie in der damaligen Tschechoslowakei.